# National Security Space Launch

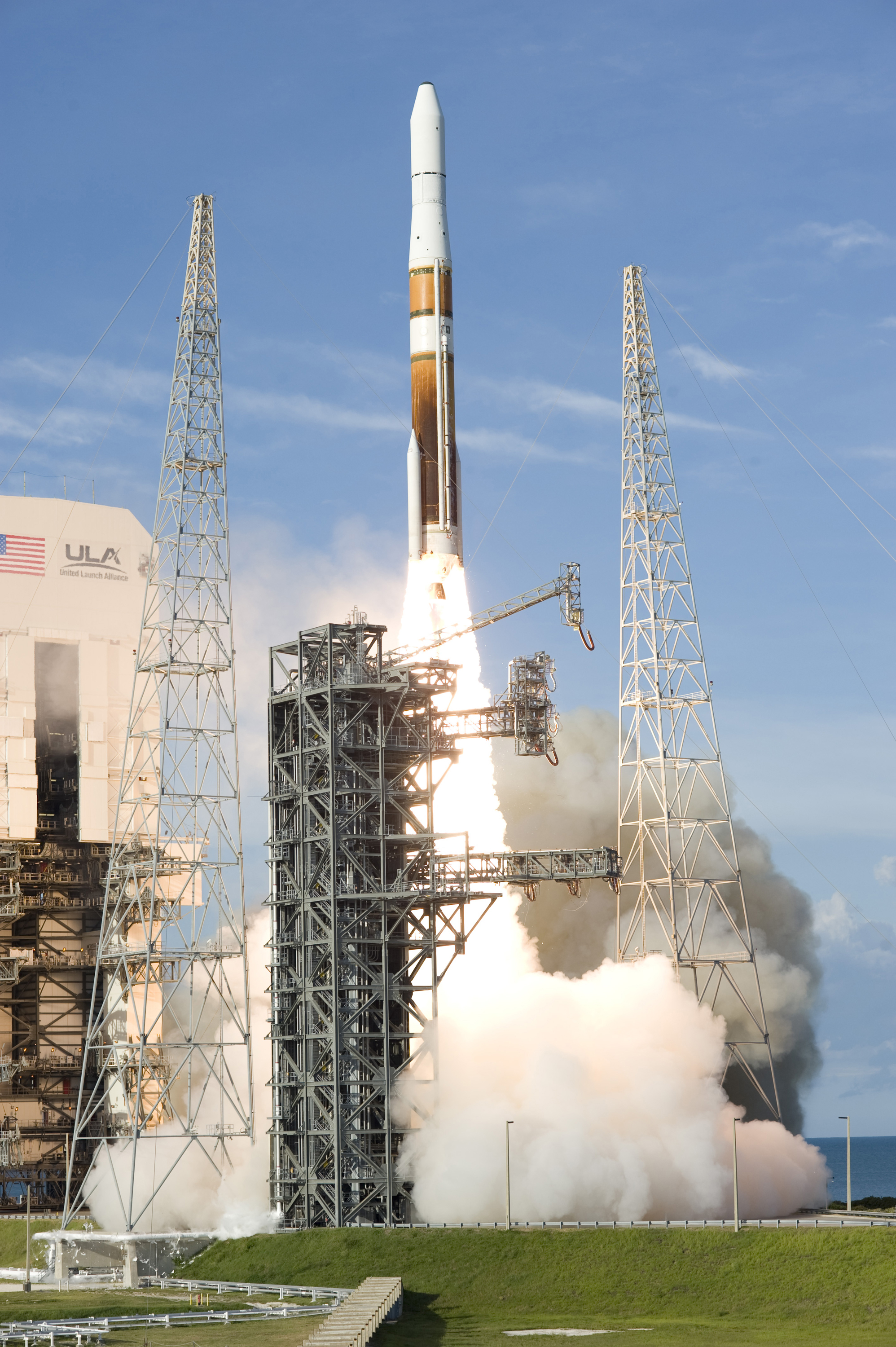
Il sistema di lancio Delta IV in uso al SLC-37

Il programma National Security Space Launch (NSSL) è un programma lanciato dal governo degli Stati Uniti nel 1994, finanziato principalmente dal Dipartimento della difesa, che consiste nello sviluppare almeno una famiglia di veicoli di lancio spaziali che possa soddisfare i bisogni a lungo termine dei militari e la richiesta governativa e del settore commerciale di fornire accesso affidabile e a costi ridotti all'orbita terrestre.
Fino al 2019 era chiamato Evolved Expendable Launch Vehicle, che significa veicolo di lancio evoluto non riutilizzabile. Il nome fu modificato per meglio rispecchiare l'evoluzione del piano, anche in virtù del nuovo utilizzo di vettori riutilizzabili.

## Storia
Nel 1994, il National Defense Authorization Act indicò la necessità di modernizzare il piano per le capacità di lancio spaziale.In risposta l'U.S. Air Force avviò lo studio Moorman in cui identificava le opzioni e i costi per i futuri lanci spaziali. Dopo l'approvazione del National Space Transportation Policy da parte del presidente Clinton nel 1994, si definì l'obiettivo di sviluppare  una famiglia di veicoli di lancio per carichi medi e pesanti e che rimpiazzasse la maggior parte o tutti i lanciatori “legacy” all'epoca in uso (Delta II, Atlas II/Centaur, Titan IV, ecc.). L'architettura richiesta per il lanciatore si sarebbe basata su ogive standardizzate, veicoli con motore principale a propellente liquido, utilizzo di stadi multipli e razzi impulsori a propellente solido. Un'interfaccia standard per il carico utile fu proposta come un metodo aggiuntivo per risparmiare denaro e migliorare l'efficienza.

### Gara d'appalto
Le prime offerte per il progetto arrivarono da quattro fra i maggiori contractor di progetti in ambito difesa: Lockheed Martin, Boeing, McDonnell Douglas, e Alliant Techsystems. Ognuna delle offerte in risposta alla gara aveva una varietà di diversi concetti. Uno dei contractor, Boeing, inizialmente propose di riutilizzare lo Space Shuttle Main Engine (SSME), il motore principale dello Space Shuttle. McDonnell Douglas si fuse con Boeing nel 1997 e propose l'uso del proprio lanciatore Delta IV per il progetto EELV.
Boeing e Lockheed Martin furono sovvenzionati con una somma complessiva di 100 milioni di dollari per la fase finale della gara. Entrambe le compagnie progettarono la propria proposta utilizzando un design modulare, il più possibile standardizzato e minimizzando la quantità di equipaggiamento da utilizzare, usando sistemi già provati, affidabili e semplificati. Boeing sviluppò il Common Booster Core (CBC) che sarebbe stato il propulsore principale del lanciatore Delta IV. Lockheed Martin avrebbe fatto qualcosa di simile con il lanciatore Atlas V, chiamando il propulsore principale Common booster.

### Spionaggio industriale
Boeing fu trovata in possesso di documenti di proprietà di Lockheed Martin. Per terminare la vicenda legale che ne seguì, le due compagnie giunsero all'accordo di unire le forze e costituire la joint venture United Launch Alliance. Le compagnie divideranno equamente i profitti risultanti dall'appalto.